# Florien (Louisiane)
Pour l’article homonyme, voir Florien.
Florien est un village de la paroisse de Sabine, dans l'État de Louisiane, aux États-Unis,. En 2020, il compte une population de 553 habitants.

## Démographie
Lors du recensement de 2010, le village comptait une population de 633 habitants, tandis qu'en 2020, elle s'élève à 553 habitants.